# 塞尼奥-达格拉萨-迪帕德龙伊什
塞尼奥-达格拉萨-迪帕德龙伊什是葡萄牙贝雅区的一个堂区。总面积34.88平方公里，总人口496人，人口密度14.2人/平方公里。